# Xã Santa Fe, Quận Clinton, Illinois
Xã Santa Fe (tiếng Anh: Santa Fe Township) là một xã thuộc quận Clinton, tiểu bang Illinois, Hoa Kỳ. Năm 2010, dân số của xã này là 1.136 người.